# 阿馬托拉山脈

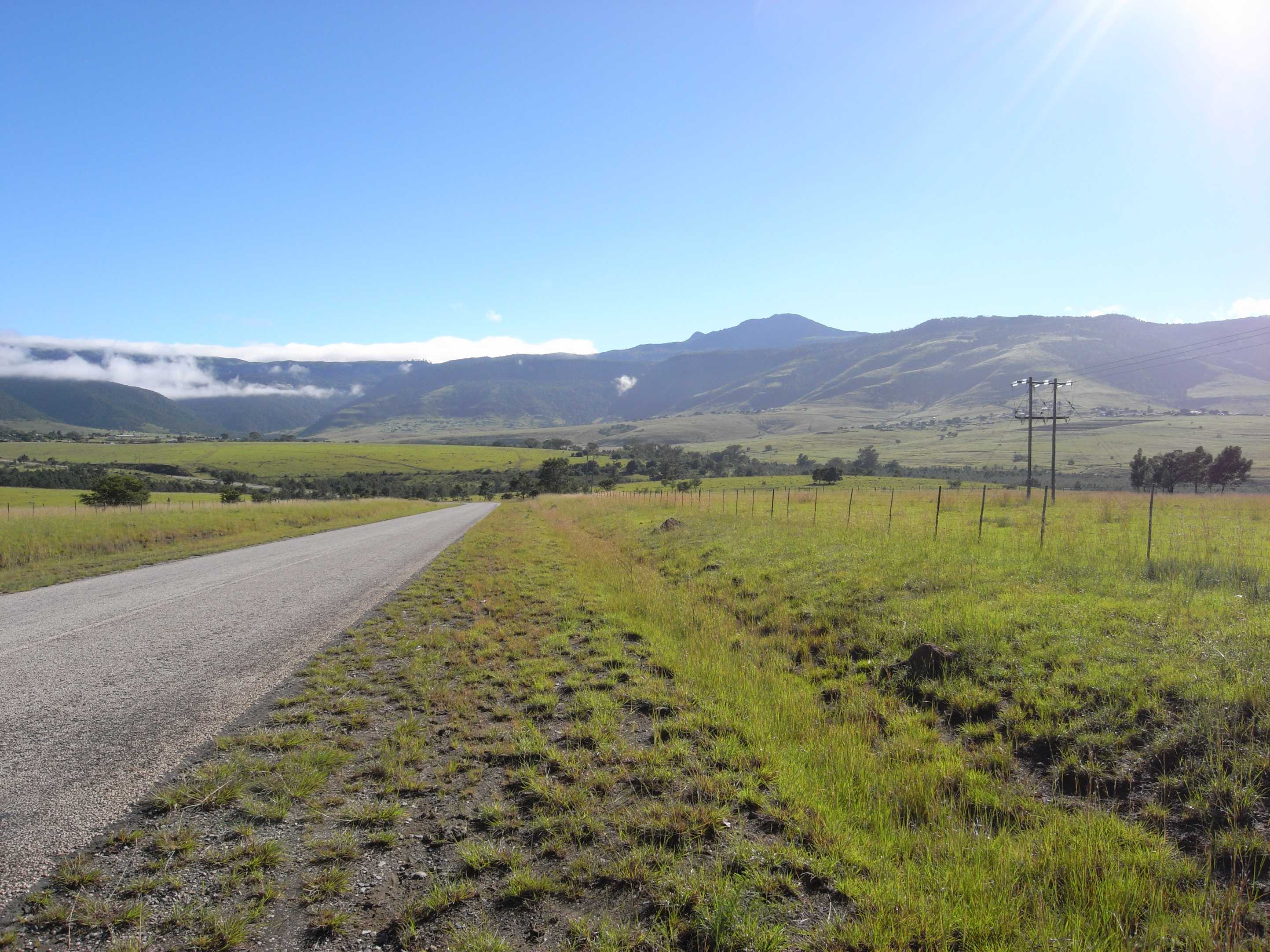

阿馬托拉山脈是南非的山脈，位於東開普省，長280公里、寬90公里，最高點海拔高度1,963米，每年平均降雨量1,300毫米，主要經濟活動有林業和旅遊業。

## 外部連結
- Amatola Mountains, Katberg and Hogsback, Eastern Cape （页面存档备份，存于）
- Amatola Hiking Trail